# Paleacrita pometaria
Paleacrita pometaria är en fjärilsart som beskrevs av Fitch 1859. Paleacrita pometaria ingår i släktet Paleacrita och familjen mätare. Inga underarter finns listade i Catalogue of Life.